# 전융
전융(田戎, ? ~ 36년)은 중국 신나라와 후한 초기의 인물로, 여남군 서평현(지금의 허난성 주마뎬시 시핑현) 사람이다. 이릉(후베이성 이창시) 일대의 군웅으로 처음에는 초려왕 진풍(秦豐)과 연합했고 진풍 사후에는 성가에 투항해 공손술을 섬겨 익강왕(翼江王)에 봉해졌다.

## 생애

### 이릉의 군벌
처음에는 같은 군 사람 진의(陳義)와 함께 이릉에서 객으로 지내다가, 도둑이 되었다. 경시 원년(23년) 진의와 함께 이릉을 함락해, 진의와 함께 장군을 자칭해 소지대장군(埽地大將軍)이 되었다. 진의와 함께 왕을 자칭해 주성왕(周成王)이 되었다. 《후한서》에서는 경시 2년(24년) 광무제가 소왕으로 봉해졌을 때 유영, 공손술, 이헌, 진풍, 장보, 동헌, 연잠과 함께 전융을 군웅의 하나로 언급했다.
초려왕 진풍이 후한의 장군 잠팽에게 져 포위되었다. 전융은 아내의 오빠 신신(辛臣)과 항복할 것을 논의했는데, 신신은 아직 군웅이 많이 있으므로 형세를 더 지켜보자고 했으나 전융은 그 군웅 중 하나이던 진풍이 포위되었으니 자신들은 항복해야 한다고 대답했다. 결국 건무 4년(28년) 봄에 신신을 남겨 이릉을 지키게 하고, 자신은 군을 거느리고 물길을 따라 내려와 날을 정해 항복하기로 했다. 그런데 신신은 보물을 싹 훔쳐다가 샛길로 가 먼저 잠팽에게 투항하고 전융에게 글을 보내 초청했다. 전융은 신신이 자기를 팔았으리라고 의심했다. 또 거북점을 쳐 보니 결과가 불길했다. 마침내 항복하지 않고 거꾸로 진풍에게 합류했으나, 몇 달 후 잠팽에게 격파당하고 전융의 대장 오공(伍公)도 잠팽에게 항복해 이릉으로 달아났다. 한편 시기는 알 수 없지만, 떠돌이 군웅으로 마침 진풍에게 의탁한 연잠과 함께 진풍의 사위가 되었다. 이후 광무제의 명으로 진풍 포위는 주우에게 맡긴 잠팽과 부준에게 함께 공격을 받아 이릉성은 함락되었다. 전융은 수십 기만 거느리고 겨우 성가로 달아났고, 처자와 선비와 수만 명의 수하들은 후한의 포로가 되었다. 건무 5년(29년) 3월, 잠팽과 진향(津鄕)에서 싸워 대파됐다.

### 성나라의 제후왕
건무 5년(29년) 6월, 진풍이 멸망하자 연잠과 함께 공손술에게 항복했다. 공손술에게서 익강왕(翼江王)에 봉해졌다. 성가의 장군 임만(任滿)과 함께 강관에서 출진해 임저와 이릉 사이를 함락하고 옛 부하들을 모아서 형주로 진출하고자 했지만 잘 되지 않았다.
건무 6년(30년), 외효가 공손술에게 칭신하자, 기도위 형한(荊邯)이 광무제와 천하를 겨룰 계책을 아뢰며 연잠에게 한중을 나와 관중 일대를 평정하고 전융에게도 별도로 출진하게 할 것을 말했다. 그러나 촉 사람들은 멀리 원정하기를 싫어해서 반대했다. 전융은 연잠과 함께 공을 세우고 싶어서 공손술의 마음을 돌려놓으려 했지만, 의심만 사고 실패했다.
건무 9년(33년), 임만·정범(程汎)과 함께 수만 군을 지휘해, 뗏목[방비(枋箄)]을 타고 후한 군을 무찔렀다. 강관에 주둔한 후한의 위로장군 풍준(馮駿)·이릉에 주둔한 후한의 도위 전홍(田鴻)·이도에 주둔한 후한의 영군 이현(李玄)을 모조리 쫓아내고 이릉과 이도를 함락해 형문산과 호아산에 주둔했다. 강을 가로질러 부교를 놓고 물길을 끊고 산에 영채를 세워 한군과 맞섰으며, 잠팽의 몇 차례의 공격을 모두 격퇴했다. 그러나 건무 11년(35년) 윤월, 오한 등의 증원을 받고 수군을 갖춘 잠팽이 바람을 타 화공을 펼치자 부교와 누각이 모두 불타버렸고 혼란에 빠져 수천 명이 빠져죽었다. 임만은 전사했고 정범은 생포됐고, 전융은 홀로 살아남았으나 앞서 점령한 이릉·이도를 지나 처음 출진한 강관까지 도주했다. 잠팽은 풍준에게 강관을 포위하게 하고 장궁 등과 함께 강관을 우회해 성나라 깊숙히 처들어갔다.
건무 12년(36년) 7월, 풍준의 공격으로 강관이 함락되어 사로잡혔고 10월에 참수되었다.